# 日本貿易保険
株式会社日本貿易保険（にっぽんぼうえきほけん、英: Nippon Export and Investment Insurance、略称: NEXI）は、輸出入・海外投融資などの対外取引に伴う危険を填補する貿易保険を提供する日本の特殊会社。
日本の輸出信用機関（ECA）にあたり、2017年4月1日に独立行政法人日本貿易保険の改組により誕生した。

## 沿革
- 2001年4月　中央省庁再編に伴い、独立行政法人日本貿易保険発足。
- 2015年7月　貿易保険法改正により、2017年4月からの全額政府出資の特殊会社への移行が決定。
- 2017年4月　株式会社日本貿易保険発足。